# Ruch Chorzów
Ruch Chorzów är en polsk fotbollsklubb från staden Chorzów och är en av de mest framgångsrika klubbarna från Polen. De har till exempel vunnit 14 polska mästerskap samt den polska cupen 3 gånger. De har även varit i kvartsfinal i Europacupen för mästarlag (1975) och i kvartsfinal i UEFA-cupen (1974).

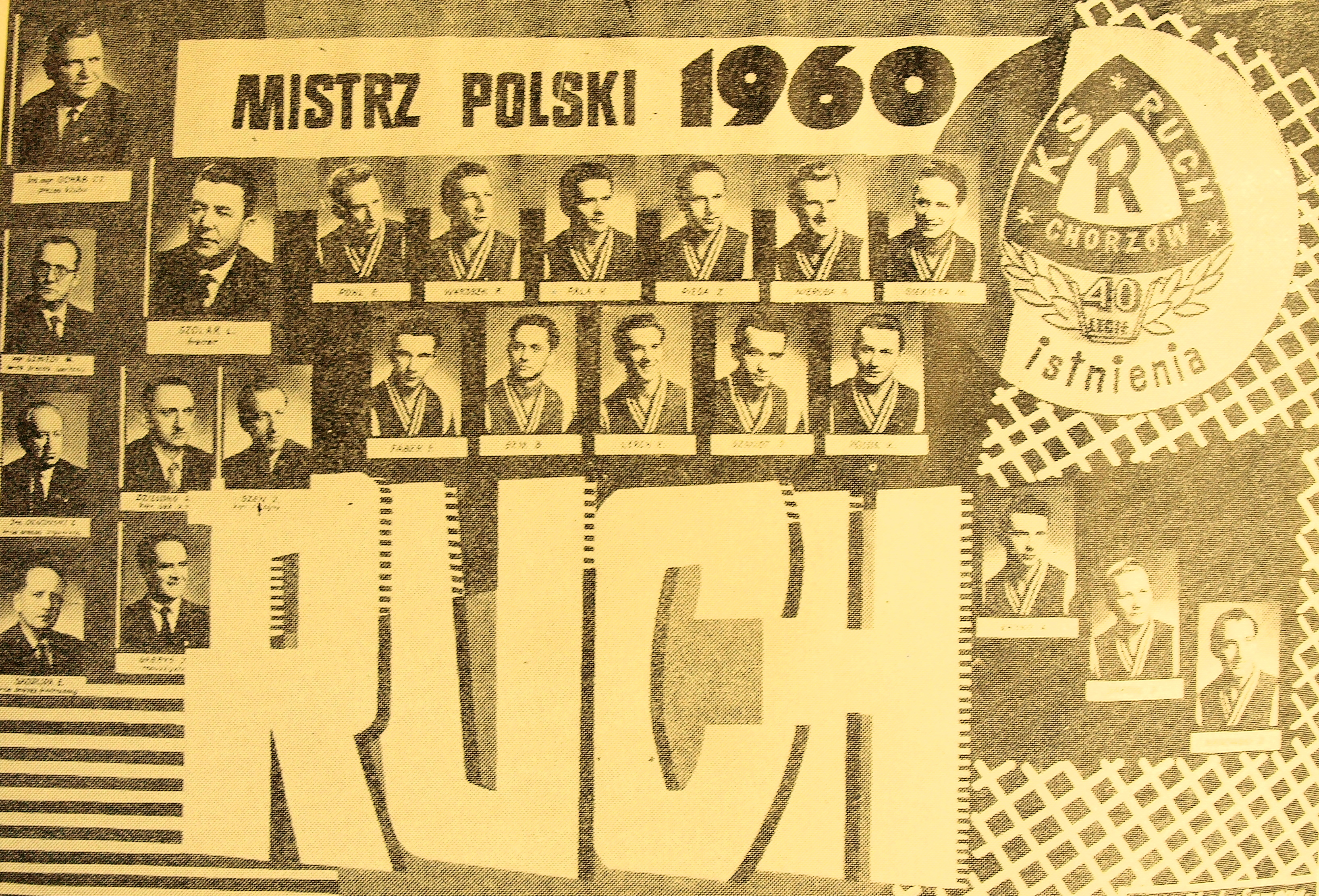
Ligamästare 1960

## Meriter
- Ligamästare (14 gånger): 1933, 1934, 1935, 1936, 1938, 1951, 1952, 1953, 1960, 1968, 1974, 1975, 1979 och 1989.
- Polska cupen - seger (3): 1951, 1974 och 1996.
- Polska cupen - finalist (5): 1963, 1968, 1970, 1993 och 2009.

## Kända spelare
- Grzegorz Bronowicki
- Ernest Wilimowski